# Pedrafita do Cebreiro
Pedrafita do Cebreiro ist eine nordwestspanische Gemeinde (municipio) mit 898 Einwohnern (Stand: 2024) in der Provinz Lugo in der Autonomen Gemeinschaft Galicien. Zur Gemeinde gehören mehrere Dörfer, von denen O Cebreiro am bekanntesten ist, da es sich am spanischen Jakobsweg (Camino Francés) befindet.

## Lage

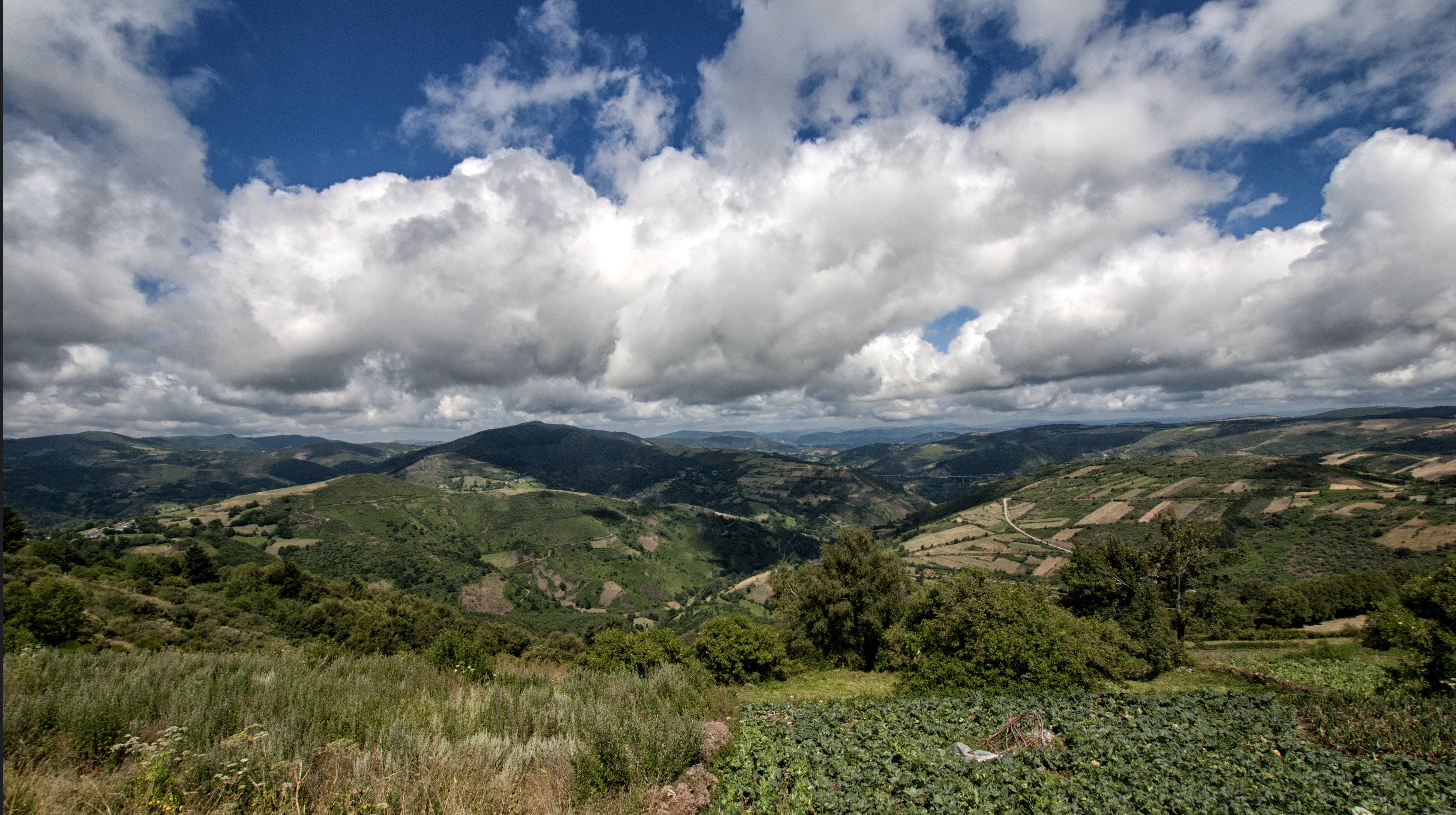
Berglandschaft nahe dem Cebreiro-Pass

Die Großgemeinde Pedrafita do Cebreiro liegt im Osten der Provinz Lugo nahe der Grenze zur Provinz León in der Autonomen Gemeinschaft Kastilien und León in einer Höhe von etwa 1100 bis 1350 Metern ü. d. M. Die Provinzhauptstadt Lugo liegt etwa 70 Kilometer (Fahrtstrecke) nordwestlich; bis nach Santiago de Compostela sind es etwa 144 Kilometer Fußweg bzw. etwa 180 Kilometer Fahrtstrecke.

## Bevölkerungsentwicklung der Gemeinde
Legende: Cebrero___Piedrafita___Pedrafita do Cebreiro

Im 19. Jahrhundert hatte die Gemeinde konstant über 4.000 Einwohner. Die Mechanisierung der Landwirtschaft und der damit verbundene Verlust von Arbeitsplätzen führten seitdem zu einem noch immer anhaltenden Bevölkerungsrückgang.

## Gemeindegliederung
Die Gemeinde Pedrafita do Cebreiro ist in zwölf Parroquias gegliedert:
| Parroquias            | Patrozinium          | Einwohner 2024 | Fläche km² | Dichte Einw./km² | Höhe msnm | Ortskennzahl |
| --------------------- | -------------------- | -------------- | ---------- | ---------------- | --------- | ------------ |
| O Cebreiro            | Santa María          | 117            | 13,29      | 9                | 1302      | 27045010000  |
| Fonfría               | San Xoán             | 31             | 2,19       | 14               | 1300      | 27045020000  |
| Hospital              | San Xoán             | 41             | 5,39       | 8                | 1241      | 27045030000  |
| Liñares               | Santo Estevo         | 55             | 5,72       | 10               | 1222      | 27045040000  |
| Lousada               | San Vicente          | 86             | 12,00      | 7                | 893       | 27045050000  |
| Louzarela             | San Xoán             | 48             | 8,50       | 6                | 1044      | 27045060000  |
| Pacios                | San Lourenzo         | 50             | 5,49       | 9                | 1022      | 27045070000  |
| Padornelo             | San Xoán             | 86             | 16,44      | 5                | 1280      | 27045080000  |
| Pedrafita do Cebreiro | Santo Antón          | 200            | 4,68       | 43               | 1105      | 27045090000  |
| Riocereixa            | Santa María Madanela | 47             | 11,39      | 4                | 865       | 27045100000  |
| Veiga de Forcas       | Santa María          | 14             | 3,28       | 4                | 1143      | 27045110000  |
| Zanfoga               | San Martiño          | 134            | 16,53      | 8                | 977       | 27045120000  |

## Wirtschaft
| Ackerbau, Viehzucht und Fischerei                                                  | 067 | 022,26 |
| Industrie                                                                          | 020 | 06,64  |
| Bauwirtschaft                                                                      | 035 | 011,63 |
| Dienstleistungsbetriebe                                                            | 179 | 059,47 |
| Total                                                                              | 301 | 100,00 |
| * Daten aus dem Statistischen Amt für Wirtschaftliche Entwicklung in Galicien, IGE |     |        |

Pedrafita do Cebreiro war über Jahrhunderte eines von mehreren Dörfern und Weilern in der Umgebung des strategisch und handelstechnisch bedeutsamen Cebreiro-Passes, der den Übergang zwischen den eher trockenen Hochebenen (mesetas) von Kastilien-León zu den eher bergigen und regenreichen Landschaften Galiciens bildet. Die Bewohner lebten hauptsächlich als Selbstversorger von der Landwirtschaft, wobei Ackerbau und Viehzucht (Milch und Käse) gleichermaßen von Bedeutung waren. Durch die Lage am Spanischen Jakobsweg spielt heutzutage auch der Tourismus eine gewisse Rolle im wirtschaftlichen Leben der Bevölkerung.

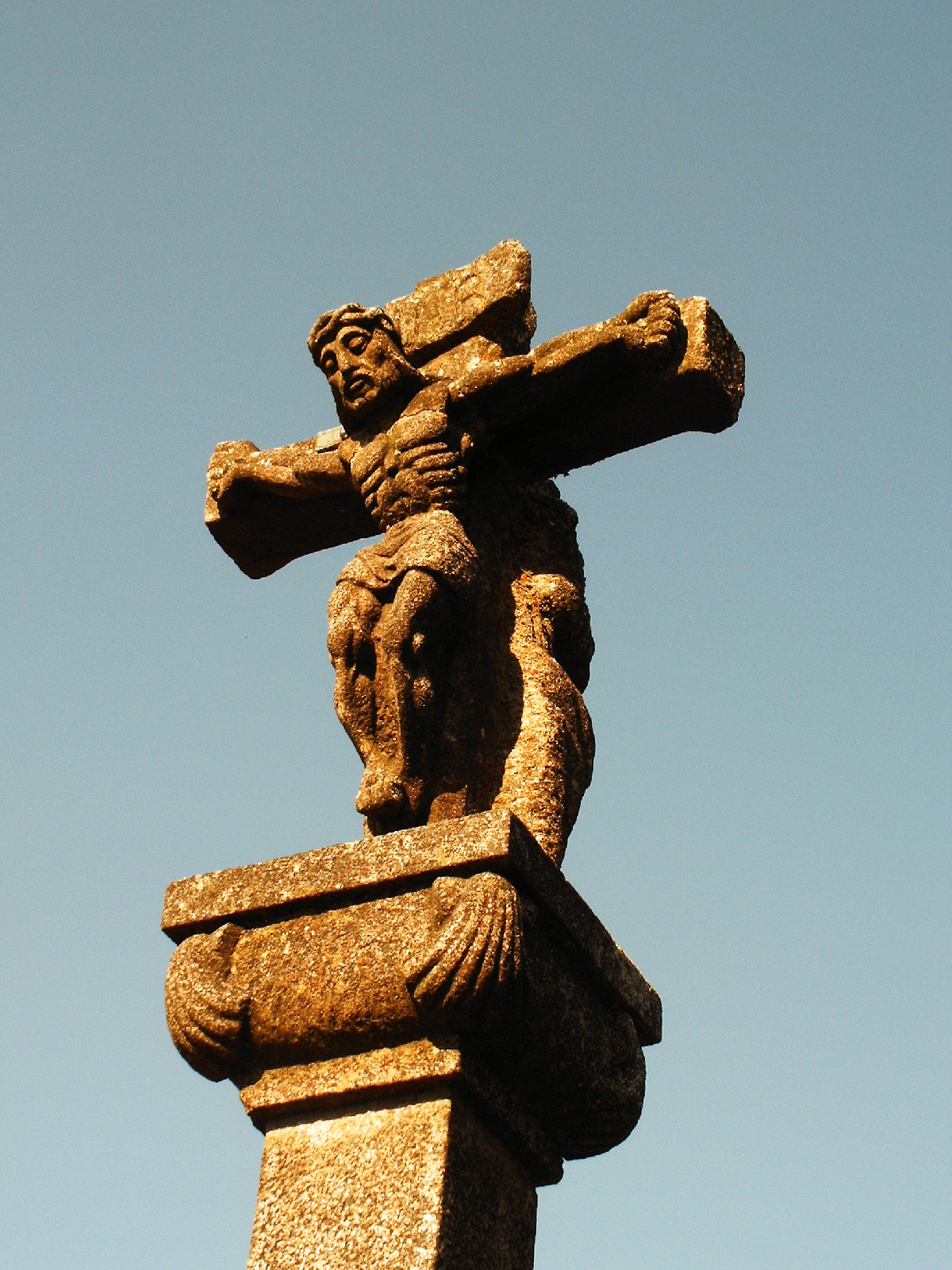
Barockes Wegkreuz mit Jakobsmuscheln in O Cebreiro

## Geschichte
Der Weg über den Cebreiro-Pass wurde bereits in der Antike genutzt; er bildete die Verbindung von Triacastela nach Astorga (Asturica Augusta). Im 9. Jahrhundert begannen die Pilgerreisen zum Grab des Apostels Jakobus, die ihre Blütezeit jedoch erst im 11. und 12. Jahrhundert erlebten. Im Jahr 836 stiftete der asturische König Alfons II. ein Pilgerhospital in O Cebreiro. 650 Jahre später (1486) unternahmen die Katholischen Könige Isabella und Ferdinand eine Pilgerreise nach Santiago und übernachteten in O Cebreiro.

## Sehenswürdigkeiten
Abgesehen von der umgebenden Berglandschaft und einigen aus Bruchsteinen erbauten Häusern bietet der Ort selbst keinerlei Sehenswürdigkeiten. Diese befinden sich allesamt in O Cebreiro.